# Mark Selby
Mark Selby MBE (* 19. Juni 1983 in Leicester) ist ein englischer Snooker- und Poolbillardspieler. Er ist vierfacher Weltmeister im Snooker und Mitglied der Triple Crown.

## Karriere
1998 wurde Selby englischer U15-Meister. Daraufhin durfte er auf der UK Tour spielen, wo seine Ergebnisse für eine Qualifikation für die erstklassige Profitour ausreichten. So wurde er zur Saison 1999/2000 Profispieler. Zwei Monate vorher verstarb Selbys Vater an einer Krebserkrankung. Dessen letzter Wille war es, dass sein Sohn einmal Snooker-Weltmeister werden sollte. Sein erster größerer Erfolg auf der Snooker Main Tour war das Erreichen des Endspiels der Regal Scottish Open 2003, in dem er David Gray unterlag. In der Snookerweltrangliste für die Saison 2005/06 gehörte er erstmals zu den Top 32.

### Blackball
2006 gewann er die WEPF Weltmeisterschaft im Blackball, der englischen Variante von 8-Ball. Danach fasste er den Entschluss, sich in Zukunft ganz auf Snooker zu konzentrieren.

### Snooker

#### Saison 2005/06 und Saison 2006/07
Nachdem er bereits 2005 und 2006 die Weltmeisterschaftsendrunde erreicht hatte, gelang ihm als ungesetztem Spieler bei der WM 2007 der Durchmarsch ins Finale, was vor ihm erst zwei Spieler (1979 Terry Griffiths und 2005 Shaun Murphy) geschafft hatten. Dabei drehte er im Viertel- und im Halbfinale jeweils nur noch einen Frame vom Ausscheiden entfernt das jeweilige Spiel und gewann mit dem letzten und entscheidenden Frame. Auch im Finale machte er eine 1:7-Session und einen Rückstand von 4:12 nach dem ersten Finaltag mit einer 6:0-Serie am zweiten Tag nahezu wett. Dennoch unterlag er John Higgins in einem bis 0:55 Uhr dauernden Match am Ende mit 13:18.
Mit seinen Erfolgen bei diesem Turnier schaffte er erstmals den Sprung unter die besten 16 Snookerspieler der Welt, in der offiziellen Weltrangliste für die Saison 2007/08 stand er auf Platz 11.

#### Saison 2007/08

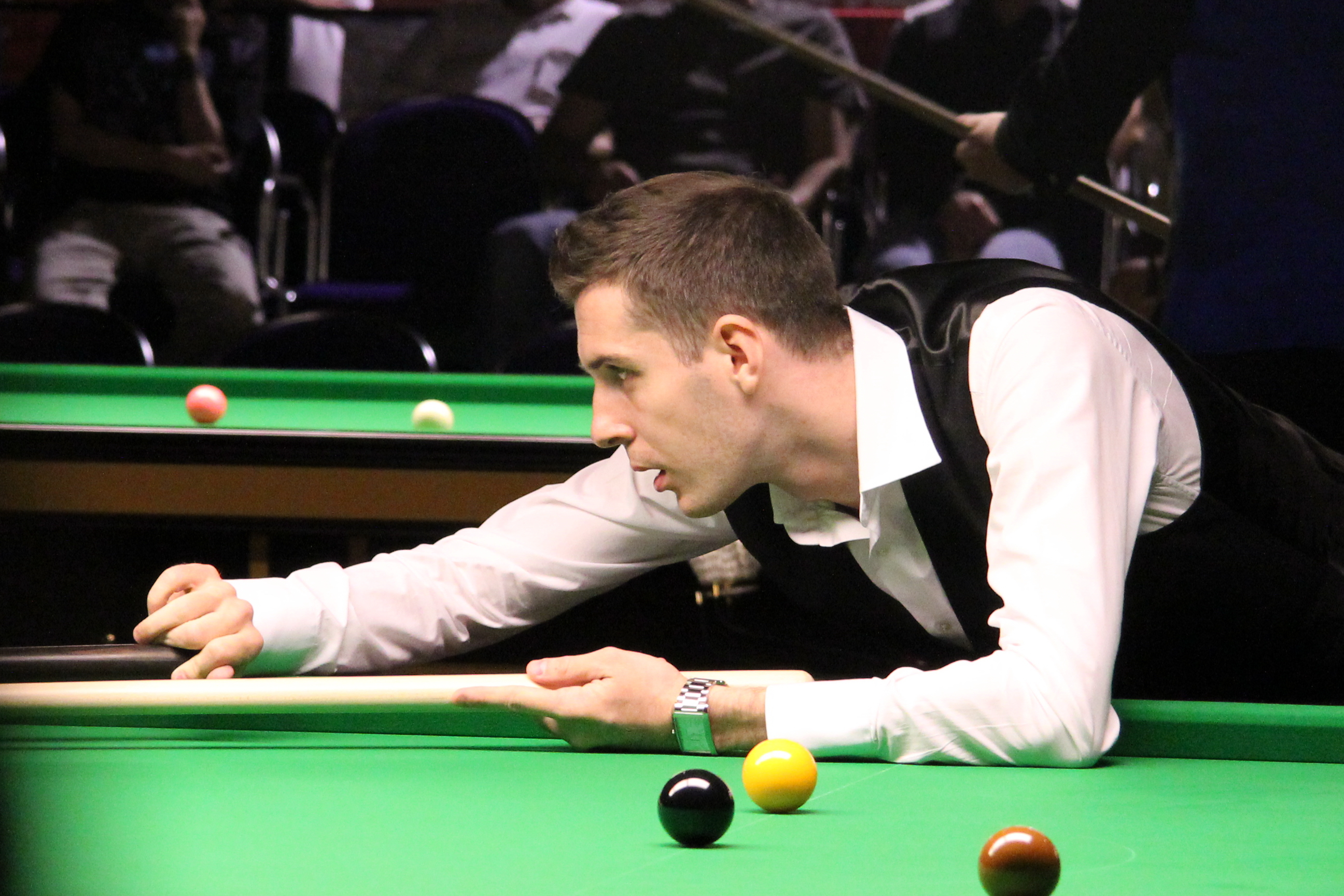
Mark Selby 2011 beim Paul Hunter Classic

Am 13. Dezember 2007 spielte Selby bei der UK Championship in der Viertelfinalpartie gegen Marco Fu mit 77 Minuten den bis dahin längsten Frame, der je bei einer Live-Übertragung eines Weltranglistenturniers gespielt wurde. Mit seinem Halbfinaleinzug gehörte er nach diesem Turnier im Provisional Ranking, der vorläufigen Weltrangliste, zu den fünf besten Snookerspielern.
Am 20. Januar 2008 gewann er beim Masters mit einem 10:3-Sieg im Finale gegen Stephen Lee seinen ersten Titel auf der Main Tour. Er war erstmals bei dem traditionellen Einladungsturnier angetreten und spielte mit 141 Punkten im letzten Frame des Endspiels zudem das höchste Break des Turniers (zusammen mit Ken Doherty).
Sein erstes Ranglistenturnier gewann Selby am 17. Februar 2008, als er sich im Finale der Welsh Open mit 9:8 gegen den zu diesem Zeitpunkt im vorläufigen Ranking führenden Ronnie O’Sullivan durchsetzte, nachdem er bereits mit 5:8 zurückgelegen hatte. Damit war er einer von nur drei Spielern, die in dieser Saison zwei Turniere gewinnen konnten. Durch weitere gute Ergebnisse kletterte er am Ende der Saison bis auf Platz 4 der offiziellen Weltrangliste. Seine überraschende Erstrundenniederlage bei der abschließenden Weltmeisterschaft verhinderte eine noch bessere Platzierung.

#### Saison 2008/09 und 2009/10
In der Saison 2008/09 erreichte Selby bei beiden Einladungsturnieren, den Jiangsu Classic und dem Masters, das Endspiel, konnte aber keines davon gewinnen. Bei den Ranglistenturnieren schaffte er zwei Viertelfinalteilnahmen wie auch bei der abschließenden Weltmeisterschaft, wo er im Viertelfinale dem späteren Sieger John Higgins unterlag. Dadurch fiel er auf Platz 7 der Weltrangliste zurück.
Die folgende Spielzeit begann unter anderem mit zwei Erstrundenniederlagen bei Ranglistenturnieren. Erst im Januar 2010 hatte er sein erstes Erfolgserlebnis. Bei seinem dritten Auftritt beim Masters erreichte Selby zum dritten Mal das Finale und setzte sich diesmal mit 10:9 gegen Ronnie O’Sullivan durch. Damit sicherte er sich seinen zweiten Masters-Titel. Die Halbfinalniederlage bei der Snooker-WM (14:17 gegen Graeme Dott) war sein bestes Ergebnis in dieser Saison bei einem Ranglistenturnier. Er büßte weitere zwei Plätze ein.

#### Saison 2010/11 bis Saison 2013/14
Zu Beginn der Saison 2010/11 war er Weltranglisten-9.; er gewann das zweite Turnier der neu eingeführten Players Tour Championship (PTC; dort wurden weniger Punkte als bei den Ranglistenturnieren verteilt). Beim German Masters erreichte er im Februar 2011 das Finale, in dem er Mark Williams unterlag. Zwei Monate später stand er bei den China Open erneut im Finale, diesmal verlor er gegen Judd Trump. Im August 2011 gewann Selby mit dem Paul Hunter Classic sein zweites PTC-Turnier und festigte damit seinen Spitzenplatz in der vorläufigen Weltrangliste. Beim folgenden Shanghai Masters gelang ihm – mehr als drei Jahre nach dem Gewinn der Welsh Open – schließlich sein zweiter Sieg bei einem vollwertigen Ranglistenturnier.

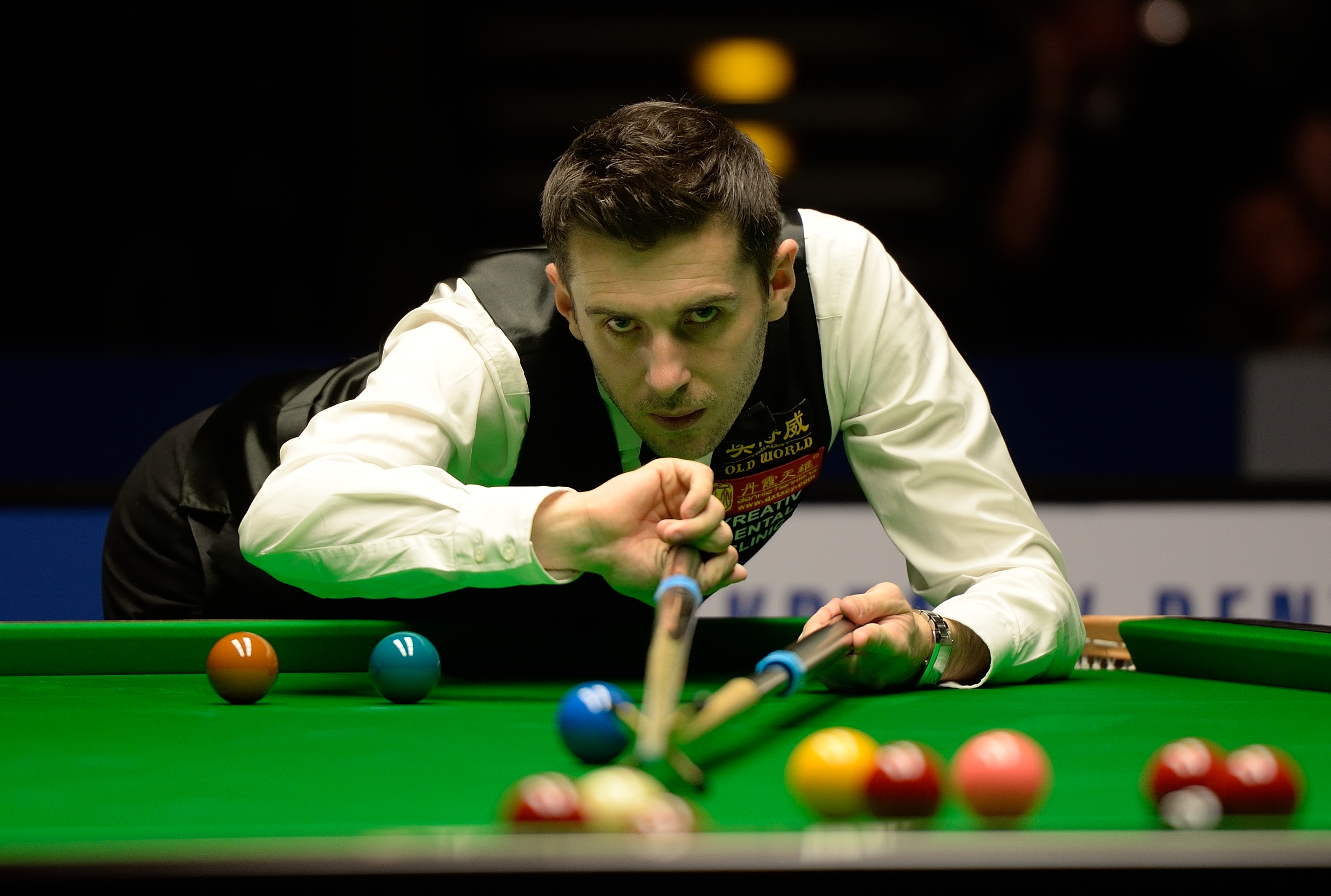
Selby 2015 beim German Masters

Im August 2012 verteidigte er beim Paul Hunter Classic in Fürth seinen Titel mit einem 4:1-Finalsieg über Joe Swail. Nachdem er zwischenzeitlich von Judd Trump von Platz eins der Weltrangliste verdrängt worden war, gelang ihm mit dem Sieg bei der UK Championship die Rückkehr an die Spitze des Rankings. Mit seinem 4:3-Finalerfolg über Graeme Dott bei den Munich Open gewann er auch das zweite PTC-Turnier der Saison in Deutschland.
Im November 2013 gewann Selby durch einen 4:3-Finalsieg über Ronnie O’Sullivan die Antwerp Open und damit seinen insgesamt fünften Titel bei einem Turnier der PTC-Serie. In der Halbfinalpartie der UK Championship gegen Ricky Walden spielte er das 100. offizielle Maximum Break.
Zum Abschluss der Saison 2013/14 gewann er seinen ersten Weltmeistertitel, indem er Titelverteidiger O’Sullivan im Finale mit 18:14 besiegte. Damit hatte er als neunter Spieler die drei wichtigsten Titel im Snooker – WM, Masters und UK Championship – mindestens einmal gewonnen.

#### Saison 2014/15
Im August 2014 gewann Selby die Riga Open durch einen 4:3-Finalerfolg über Mark Allen. Es war sein insgesamt sechster Titel bei einem PTC-Turnier.
Im Finale des German Masters 2015 im Berliner Tempodrom bezwang er Shaun Murphy mit 9:7 und setzte sich damit an die Spitze der Weltrangliste. Im April 2015 gewann er durch einen 10:2-Endspielsieg gegen Gary Wilson die China Open.
Bei der WM 2015 schied er überraschend im Achtelfinale gegen Anthony McGill mit 9:13 aus. Er setzte damit die Crucible-Tradition fort; noch keinem Weltmeister ist es dort (seit 1977) gelungen, seinen erstmals gewonnenen Titel zu verteidigen.
Im selben Jahr wurde er zusammen mit John Parrott in die Snooker Hall of Fame aufgenommen.

#### Saison 2015/16
Auch 2016 konnte er den Weltmeistertitel gewinnen. Sein 18:14-Endspielsieg gegen seinen Kontrahenten Ding Junhui brachte ihm seinen zweiten WM-Titel nach 2014. Selby ist damit der sechste Spieler, der die Weltmeisterschaft öfter als einmal gewonnen hat. Im Rahmen der Siegerehrung zeigte er als bekennender Fan eine Fahne des Fußballvereins Leicester City vor, der am selben Tag – dem 2. Mai 2016 – erstmals englischer Fußballmeister wurde.

#### Saison 2016/17
Selby, der nicht gut in die Saison 2016/17 gestartet war, gewann dann im August zum dritten Mal das Paul Hunter Classic und wurde damit Rekordsieger des Turniers. Beim nächsten Ranglistenturnier, dem Shanghai Masters, erreichte er das Finale, das er gegen Ding Junhui mit 6:10 verlor. Bei der International Championship gelang ihm gegen Ding die Revanche mit einem 10:1-Finalsieg über den Chinesen. Auch die UK Championship beendete er als Sieger, im Finale besiegte er Ronnie O’Sullivan mit 10:7. Danach folgte eine Reihe durchwachsener Ergebnisse; erst bei der Players Championship erreichte er wieder das Viertelfinale eines Ranglistenturniers. Anschließend hatte er einen guten Start in die China Open; nachdem er das Achtelfinale gegen Andrew Higginson mit 5:4 überstanden hatte, kam er auch ins Finale und gewann das vorletzte Turnier der Saison mit einem 10:8-Sieg über Mark Williams.
Bei der WM 2017 erreichte Selby recht mühelos das Halbfinale, das er gegen seinen Vorjahresfinalgegner Ding erst nach hartem Kampf mit 17:15 gewann. Im Endspiel lag er gegen John Higgins bereits 4:10 zurück, konnte das Match aber noch drehen und schließlich mit 18:15 gewinnen. Damit verteidigte er als vierter Spieler der Geschichte seinen Weltmeistertitel.

#### Saison 2017/18
Durch einen Haushaltsunfall im Juli 2017, bei dem er sich die große Zehe brach, verpasste er die ersten Turniere der Saison 2017/18. Bei der International Championship Anfang November zeigte er wieder Stärke und zog ins Finale ein, in dem er Mark Allen mit 10:7 besiegte. Damit verteidigte er nach der WM zum zweiten Mal einen Vorjahrestitel. Beim darauffolgenden Shanghai Masters schied er nach Siegen über Chris Wakelin und Alan McManus (jeweils 5:4) mit einer 3:5-Niederlage gegen Mark Williams im Achtelfinale aus. Auch die zweite Hälfte der Saison verlief durchwachsen. Spätestens das Achtelfinale war meist Endstation bis auf den World Grand Prix, bei dem er das Halbfinale erreichte. Bei der UK Championship schied er als Titelverteidiger in Runde 2 aus. Titelverteidiger war er auch bei den China Open, bei denen er nach engen Auftaktpartien erneut ins Finale einzog. Er gewann das Turnier durch einen 11:3-Endspielsieg über Barry Hawkins. Bei der Snookerweltmeisterschaft 2018 unterlag er, in der Runde der letzten 32, Joe Perry mit 4:10. Selby beendete die Saison auf Weltranglistenplatz 1.

#### Saison 2018/19
Selby begann die Saison 2018/19 bei den World Open, wo er im Achtelfinale Noppon Saengkham unterlag. Sein einziger Turniersieg der Saison gelang ihm bei der China Championship, als er im Finale John Higgins mit 10:9 im Entscheidungsframe schlug. Danach verlief seine Saison sehr unbeständig, einzig bei den Northern Ireland Open konnte er noch das Halbfinale erreichen, das er mit 5:6 gegen Ronnie O’Sullivan verlor. Bei der UK Championship schied er in der ersten Runde gegen den Amateur James Cahill nach einem 3:6 aus. Nachdem Selby bei der Tour Championship im Viertelfinale mit 8:9 an Neil Robertson gescheitert war und Ronnie O’Sullivan das Turnier gewonnen hatte, verlor er nach 215 Wochen in Folge die Spitzenposition der Weltrangliste an O’Sullivan. Bei der Weltmeisterschaft in Sheffield schied er ebenfalls früh aus, im Achtelfinale unterlag er Gary Wilson mit 10:13. Später veröffentlichte er, dass er in jener Zeit unter Depressionen litt. Seine mentale Stärke habe er auch durch die Hilfe von Chris Henry wiedererlangt.

#### Saison 2019/20
In der Saison 2019/20 konnte er mit den English Open und den Scottish Open zwei der vier Home-Nations-Turnier für sich entscheiden. Dazu erreichte er bei einigen Turnieren das Halbfinale, darunter auch bei der Weltmeisterschaft. Dort unterlag er Ronnie O’Sullivan im Decider trotz einer 16:14-Führung noch mit 16:17, es war für ihn die erste Niederlage gegen O’Sullivan im Crucible Theatre im dritten Aufeinandertreffen.

#### Saison 2020/21
Mit dem European Masters und den Scottish Open gewann Selby zwei weitere Ranglistenturniere. Im Finale des Shoot-Out wurde er von Ryan Day besiegt, zuvor gewann er elf Ranglistenturnierendspiele in Serie, damit stellte er den Rekord von Stephen Hendry ein. Bei der Snookerweltmeisterschaft 2021 schlug er im Finale Shaun Murphy mit 18:15 und wurde zum vierten Mal Weltmeister. Sowohl er als auch Murphy werden vom gleichen Trainer, Chris Henry, betreut.

#### Saison 2021/22
Als Titelverteidiger schied er im Achtelfinale der Snookerweltmeisterschaft 2022 gegen den Chinesen Yan Bingtao mit 13:10 aus. Im 22. und damit vorletzten Frame der Partie spielten beide den längsten Frame der Geschichte im Crucible Theatre (85 Minuten und 22 Sekunden). In der Saison 2021/22 gewann Selby erstmals seit 2008/09 keinen Titel, erreichte kein Endspiel und stand beim World Grand Prix nur einmal im Halbfinale. Beim Champions of Champions erzielte er gegen David Gilbert als sechster Spieler in der Geschichte sein insgesamt 700. Century Break.
Im Sommer 2022 wurde er im Rahmen der Feierlichkeiten zum 70. Thronjubiläum von Queen Elisabeth II. zum Member of the Order of the British Empire ernannt.

#### Saison 2022/23
Im Finale der Snookerweltmeisterschaft 2023 gegen den Belgier Luca Brecel gelang Selby das erste Maximum Break in einem Finale einer Snooker-Weltmeisterschaft überhaupt. Beim Stand von 6:9 (best of 35) gelang es ihm in der 2. Session des 1. Tages, den Rückstand auf Brecel auf zwei Spiele zu verkürzen. Nach Tag 1 des Finals war der Spielstand 8:9 für Brecel. Selby unterlag mit 15:18 dem ersten Festlandeuropäer, der Weltmeister wurde.

## Spielweise
Typisch für Selbys Spielweise ist das lange Überlegen vor Stößen und seine Geduld, wodurch er nicht auf gut Glück losspielt, sondern häufig so lange wartet, bis sich eine seiner Meinung nach ausreichend gute Gelegenheit ergibt. Zu seinen Stärken gehört insbesondere das Safety-Spiel, auch das Breakbuilding und das Lochen langer Bälle. Des Weiteren ist Selby bekannt dafür, selbst kleine Fehler seiner Gegenspieler zu bestrafen. Ein Meister sei Selby darin, „den eigenen Rhythmus, das eigene Drehbuch durch[zu]setzen sowie alle Eventualitäten analytisch durch[zu]kalkulieren“, so der Journalist Bertram Job. Carsten Scheele sah Selby 2016 dazu ergänzend als Vertreter des „moderne[n] Snookerspiel[s]“. Er versuche stets, Fehler zu vermeiden, und habe eine große Nervenstärke und Willenskraft.
Im Rahmen der Snookerweltmeisterschaft 2021 beschwerte sich Selbys Halbfinalgegner Stuart Bingham über dessen langsames Spiel und die Binghams Ansicht nach viel zu langen Pausen, die Selby zum Überlegen brauche. Daran anschließend verglich der siebenfache Weltmeister Stephen Hendry Selby mit einem Vampir, der seinem Gegner das Adrenalin heraussauge. Shaun Murphy bezeichnete ebenfalls im Rahmen der WM 2021 Selby als den „beste[n] Allrounder“. Ronnie O’Sullivan bezeichnete Selby, ebenfalls anlehnend an dessen langsames, ausdauerndes Spiel, als „Folterknecht“. Später lobte er Selby für dessen taktisches Spiel und für dessen Einstellung, nie aufzugeben.

## Erfolge

### Ranglistenturniere
- Welsh Open – 2008, 2025
- Shanghai Masters – 2011
- German Masters – 2015
- UK Championship – 2012, 2016

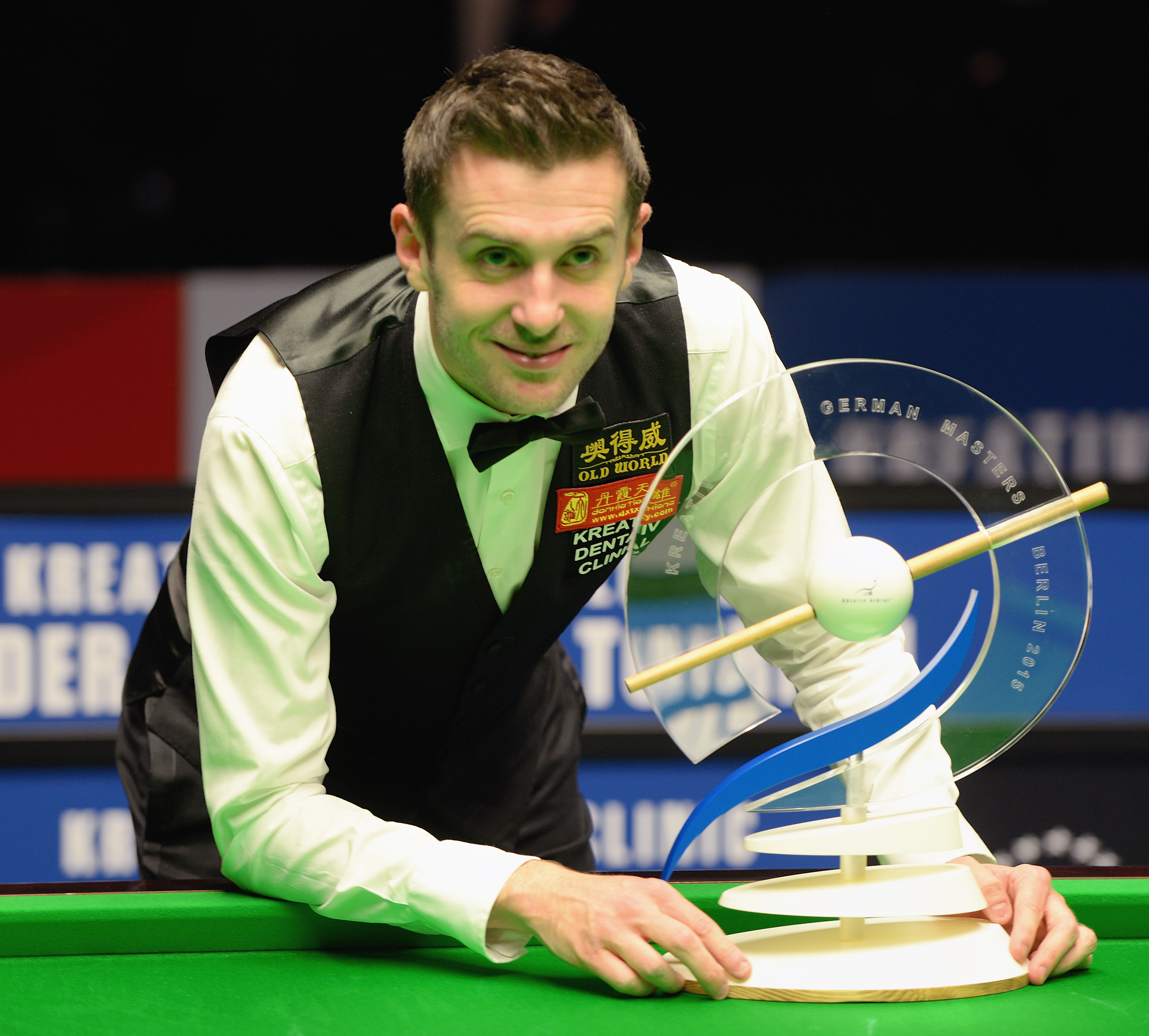
Mark Selby 2015 mit der Siegestrophäe des German Masters

- Snookerweltmeisterschaft – 2014, 2016, 2017, 2021
- Paul Hunter Classic – 2016
- International Championship – 2016, 2017
- China Open – 2015, 2017, 2018
- China Championship – 2018
- English Open – 2019, 2022
- Scottish Open – 2019, 2020
- European Masters – 2020 (2)
- WST Classic – 2023
- British Open – 2024

### Minor-Ranglistenturniere
- Players Tour Championship – Event 2 – 2010
- Paul Hunter Classic – 2011, 2012
- Munich Open – 2013
- Antwerp Open – 2013
- Riga Open – 2014
- Gdynia Open – 2016

### Einladungsturniere
- Wuxi Classic – 2011
- Masters – 2008, 2010, 2013
- Championship League – 2024

### Blackball
- WEPF-8-Ball-Weltmeisterschaft – 2006

## Finalergebnisse
Ranglistenturnierendspiele: 37 (24 Siege)
| Legende (gew:verl)        |
| Weltmeisterschaften (4:2) |
| UK Championship (2:1)     |
| andere (17:10)            |

die Zahlen in Klammern zeigen die Anzahl der Siege an (>1)
| Platz    | Nr. | Jahr | Turnier                        | Finalgegner       | Ergebnis       |
| Finalist | 1.  | 2003 | Scottish Open                  | David Gray        | 7:9            |
| Finalist | 2.  | 2007 | Snookerweltmeisterschaft       | John Higgins      | 13:18          |
| Sieger   | 1.  | 2008 | Welsh Open                     | Ronnie O’Sullivan | 9:8            |
| Finalist | 3.  | 2011 | German Masters                 | Mark Williams     | 7:9            |
| Finalist | 4.  | 2011 | China Open                     | Judd Trump        | 8:10           |
| Sieger   | 2.  | 2011 | Shanghai Masters               | Mark Williams     | 10:9           |
| Finalist | 5.  | 2012 | Welsh Open                     | Ding Junhui       | 6:9            |
| Sieger   | 3.  | 2012 | UK Championship                | Shaun Murphy      | 10:6           |
| Finalist | 6.  | 2013 | China Open                     | Neil Robertson    | 6:10           |
| Finalist | 7.  | 2013 | UK Championship                | Neil Robertson    | 7:10           |
| Finalist | 8.  | 2014 | World Open                     | Shaun Murphy      | 6:10           |
| Sieger   | 4.  | 2014 | Snookerweltmeisterschaft       | Ronnie O’Sullivan | 18:14          |
| Sieger   | 5.  | 2015 | German Masters                 | Shaun Murphy      | 9:7            |
| Sieger   | 6.  | 2015 | China Open                     | Gary Wilson       | 10:2           |
| Sieger   | 7.  | 2016 | Snookerweltmeisterschaft (2)   | Ding Junhui       | 18:14          |
| Sieger   | 8.  | 2016 | Paul Hunter Classic            | Tom Ford          | 4:2            |
| Finalist | 9.  | 2016 | Shanghai Masters               | Ding Junhui       | 6:10           |
| Sieger   | 9.  | 2016 | International Championship     | Ding Junhui       | 10:1           |
| Sieger   | 10. | 2016 | UK Championship (2)            | Ronnie O’Sullivan | 10:7           |
| Sieger   | 11. | 2017 | China Open (2)                 | Mark Williams     | 10:8           |
| Sieger   | 12. | 2017 | Snookerweltmeisterschaft (3)   | John Higgins      | 18:15          |
| Sieger   | 13. | 2017 | International Championship (2) | Mark Allen        | 10:7           |
| Sieger   | 14. | 2018 | China Open (3)                 | Barry Hawkins     | 11:3           |
| Sieger   | 15. | 2018 | China Championship             | John Higgins      | 10:9           |
| Sieger   | 16. | 2019 | English Open                   | David Gilbert     | 9:1            |
| Sieger   | 17. | 2019 | Scottish Open                  | Jack Lisowski     | 9:6            |
| Sieger   | 18. | 2020 | European Masters               | Martin Gould      | 9:8            |
| Sieger   | 19. | 2020 | Scottish Open (2)              | Ronnie O’Sullivan | 9:3            |
| Finalist | 10. | 2021 | Snooker Shoot-Out              | Ryan Day          | 24:67 (Punkte) |
| Sieger   | 20. | 2021 | Snookerweltmeisterschaft (4)   | Shaun Murphy      | 18:15          |
| Sieger   | 21. | 2022 | English Open (2)               | Luca Brecel       | 9:6            |
| Sieger   | 22. | 2023 | WST Classic                    | Pang Junxu        | 6:2            |
| Finalist | 11. | 2023 | Snookerweltmeisterschaft       | Luca Brecel       | 15:18          |
| Finalist | 12. | 2023 | British Open                   | Mark Williams     | 7:10           |
| Sieger   | 23. | 2024 | British Open                   | John Higgins      | 10:5           |
| Sieger   | 24. | 2025 | Welsh Open                     | Stephen Maguire   | 9:6            |
| Finalist | 13. | 2025 | Tour Championship              | John Higgins      | 8:10           |